# Hopea beccariana
Hopea beccariana là loài thực vật họ Dầu. Đây là loài có ở Indonesia, Malaysia, Thái Lan.